# Costantino Gatta
Costantino Gatta (Sala Consilina, 19 gennaio 1673 – Sala Consilina, 27 agosto 1741) è stato un medico, antiquario, storico e scrittore italiano.

## Biografia
Figlio di Girolamo, medico e filosofo, specializzato in aristotelismo, e di Giovanna Villagut, membro di un'antica e nobile famiglia catalana, originaria di Barcellona, aveva un fratello maggiore, di nome Francesco, nato nel 1663, teologo e presbitero, con l'incarico di Vicario apostolico, a Tunisi e nel Marocco.
La famiglia Gatta fu una delle più illustri e potenti famiglie di Sala Consilina e del Vallo di Diano che assicurò ai suoi figli un'ottima istruzione. Costantino concluse gli studi di medicina nel 1698 a Napoli, per poi ritornare a Sala, dove esercitò la professione di medico. Nonostante la lontananza, intrattenne rapporti con la cerchia di letterati napoletani attorno a Ignazio Maria Como, distinguendosi e dedicandosi un'attività di ricerca storico-erudita e scientifica.
Morì nel 1741 nel paese natio, e fu sepolto nella chiesa dei Cappuccini, per poi essere trasferito nel cimitero cittadino.

### Carriera
La sua prima opera venne pubblicata a Napoli nel 1703, dal titolo Aurora acromatica, in cui discuteva una critica sulla medicina galenica. Nel 1716 pubblica un pamphlet, Il trionfo della medicina, in cui rivendicava l'attendibilità della medicina, a dispetto delle opinioni dello scrittore romano Plinio, da lui spesso criticata e messa in dubbio.
Nel 1720, avvenne un fatto storico dal carattere religioso: l'essudazione della statua di San Michele, conservata nella chiesa madre di Sala Consilina. Gatta ne discute, ricercando fondamenti di carattere fisico e scientifico sull'evento, pubblicando La Lucania illustrata per la miracolosa resudazione dell'antica effigie [..di] s. Michele arcangelo, nel 1723. Ne seguirono diverse pubblicazioni dal carattere storico fra il 1732 e 1743, anno della pubblicazione di Memorie topografiche-storiche della provincia di Lucania, considerata la sua opera di maggior rilievo, ripubblicata postuma e ampliata in vari volumi dal figlio Gherardo Saverio.  Padre Elia D'Amato, nelle sue Variae animadversiones del 1734, elogia l'opera di Gatta, nonostante criticasse il suo eccessivo fanatismo patriottico. Giovanni Donato Rogadeo  definì Gatta, un "autore di niuna critica". Nel 1734, scrisse una "Dissertazione storico-fisica, di uno strano e mostruoso crescimento di peli, di barba e di ugne in due donne napoletane", a carattere storico-medico, in cui si soffermava «con un'attenzione di stampo precocemente illuministico» sulla parola "mostruoso".

#### I volumi storici sullaLucania
Nella sua opera erudita, Memorie topografiche-storiche della provincia di Lucania, Gatta analizza e descrive i processi storici, sociali e culturali nella regione storica della Lucania. Fece una catalogazione topografica delle sue colonie e delle prefetture in epoca romana, dei monumenti e dei costumi, ancora attuali, dedicando particolare attenzione alla sua area di origine, il Vallo di Diano, che Costantino Gatta riteneva, secondo la testimonianza di Sesto Frontino, fosse nato dalla colonia romana di Consilnum e che era chiamata da Antonino e Cassiodoro, Marcelliana.
Gli altri volumi costituivano una descrizione della Lucania moderna, in epoca medievale, «dalla storia politica delle varie dominazioni alla storia civile e intellettuale, con dettagli importanti di carattere sociale ed economico (sulla situazione dell'agricoltura e delle arti), descrivendone le principali città, terre, feudi e stendendo un particolareggiato elenco, corredato da alcune accuratissime genealogie, delle famiglie nobili residenti nella regione». Dedicò particolare attenzione alla storia cristiana e religiosa, descrivendo i cambiamenti fra il Basso e l'Alto Medioevo, la formazione di insediamenti monastici, fornendo informazioni sulle personalità illustri che si distinsero negli studi teologici e religiosi, e la religione e le credenze popolari, tra fede e superstizione.

## Opere
- Aurora acromatica, Napoli, 1703.
- Il trionfo della medicina. Apologia contro Plinio. Distinta in sette ragionamenti, Napoli, 1716.
- Per la miracolosa resudazione dell'antica effigie [..di] s. Michele arcangelo, Napoli, 1723.
- La Lucania illustrata, Como e Napoli, 1734.
- Di una strana pregnezza di mesi ventidue, Venezia, 1736
- Di uno strano e mostruoso crescimento di peli. Dissertazione storico-fisica, Venezia, 1736.
- Memorie topografiche-storiche della provincia di Lucania, Raccolta in volumi, a cura di G. Saverio Gatta, Napoli, 1743.